# Kövesdi László
Kövesdi László (Budapest, 1967. június 11. –) magyar színművész.

## Életpályája
1973-1981 között egy dunakeszi ének-zenei általános iskolába járt. 1983-ban a Fiesta Színház alapító tagja volt. 1985-1987 között a Pinceszínházban játszott. 1988-1992 között a Színház- és Filmművészeti Főiskola hallgatója volt. 1992-1993 között a Szegedi Nemzeti Színház tagja volt. 1993-1994 között szabadúszó volt. 1994-1995 között a szolnoki Szigligeti Színház színésze volt. 1995-től ismét szabadúszó. Írással, rendezéssel és szinkronizálással is foglalkozik.

## Színházi szerepei
- Euripidész: Oresztész.... Oresztész
- Molière: Don Juan avagy a kőszobor lakomája.... Don Carlos, Elvira nagybátyja
- William Shakespeare: Othello.... szereplő
- William Shakespeare: A velencei kalmár.... Shylock
- William Shakespeare: Tévedések vígjátéka.... Kóbor Dromio; Efezusi Dromio
- Carlo Goldoni: Csetepaté Chioggiában.... Toffolo, hajóslegény
- Stanisław Wyspiański: Novemberi éj.... I. Szatír
- Makszim Gorkij: Jegor Bulicsov.... Propotyej
- Henrik Ibsen: Isten éltessen Hedvig Ekdal!.... Hjalmar Ekdal, az öreg Ekdal fia
- William Somerset Maugham: Imádok férjhez menni!.... Mr. Paton
- Samuel Beckett: Katasztrófa Maraton.... szereplő
- Jordi Galceran: Váltságdíj.... Pepe, rendőr
- Virginia Woolf: …közben… .... szereplő
- John Arden: Gyöngyélet.... Ben Jackson
- Sergi Bebel: Toszkána.... Bruno
- Déry Tibor: Az óriáscsecsemő.... Újszülött
- Pilinszky János: Gyerekek és katonák.... Első katona; Cigányforma ember
- Kompolthy Zsigmond (Bán Zoltán András): Egy cziffra nap.... Cziffra János, temetésrendező
- Ivánka Csaba - Sarkadi Imre: Kőműves Kelemen.... Boldizsár
- Boldizsár Péter: Legyen a tenger.... szereplő
- Somogyi István: Madách.... szereplő
- Litvai Nelli: Világszép nádszálkisasszony.... Fakó Lovacska, majd Villám, a csődör; Idősebb királyfi
- Jacobi Viktor: Sybill.... Borcsakov
- Szabó Réka: Priznic.... szereplő
- Szabó Réka: Alibi.... szereplő
- Bánki Gergely - Juhász Kristóf - Alice Müller: Szilánkok avagy a panyírrögök.... szereplő
- Csontváry Kosztka Tivadar és Kassák Lajos írásainak felhasználásával: ...hogy mi az a majomtőr... .... Akárki
- Lábán Katalin - Füst Milán: Egy doktorkisasszony naplójegyzetei.... Walter, főorvos
- Axel Hellstenius: Minden jót, Elling!.... Frank
- Kárpáti Levente: A Caligula-klán....Ganymedes
- Cziczó Attila: Előttem térdelsz (A király meztelen)....András

## Bemutatott színpadi művei
- Kövesdi László: Szabadapály (Sławomir Mrożek műve alapján, Articsóka Színpad 2001)
- Mészöly Andrea  – Dózsa Ákos – Kövesdi László: Megint elröpült… (Trafó)

## Filmográfia
- Doktor Balaton (2022)
- A mi kis falunk (2022)
- Drága örökösök (2020)
- Fapad (2014)
- Társas játék (2013)
- Hacktion: Újratöltve (2013)
- Sorstalanság (2005)
- Valami Amerika (2002)
- Barátok közt (1998)

## Rendezéseiből
- An Ski: Dibuk (Szkéné Színház)
- Tojás a lecsóba
- Esőkirály Bohócországban (Hókirálynő Meseszínpad)
- Rövid kis ballada (MOHA – Mozdulatművészek Háza (Mozdulatművészeti Stúdió)
- Télapó karácsonya (Hókirálynő Meseszínpad)
- A csodatévő varázspálca (Hókirálynő Meseszínpad)
- Megint elröpült… (Trafó)